# Team ColoQuick/Saison 2015
Dieser Artikel listet Erfolge und Fahrer des Radsportteams Team ColoQuick in der Saison 2015 auf.

## Erfolge in der UCI Europe Tour
| Datum     | Rennen                             | Kat. | Fahrer             |
| --------- | ---------------------------------- | ---- | ------------------ |
| 3. Mai    | Skive-Løbet                        | 1.2  | Alexander Kamp     |
| 7. August | 5. Etappe Dänemark-Rundfahrt (EZF) | 2.HC | Mads Würtz Schmidt |

## Abgänge – Zugänge
| Zugänge             | Team 2014               | Abgänge             | Team 2015           |
| ------------------- | ----------------------- | ------------------- | ------------------- |
| Alexander Kamp      | Christina Watches-Kuma  | Christoffer Lisson  | Almeborg-Bornholm   |
| Jimmi Sørensen      | Christina Watches-Kuma  | Mathias Westergaard | Almeborg-Bornholm   |
| Christian Jørgensen | Cult Energy Vital Water | Nicklas Pedersen    | Team Jutlander Bank |
| Mads Würtz Schmidt  | Cult Energy Vital Water | Alexander Mørk      | Karriereende        |
| Aske Vorre          | Team TreFor-Blue Water  | Jesper Hansen       | Unbekannt           |
| Rune Almindsø       | Neoprofi                | Mads Meyer          | Unbekannt           |
| Mads Corell         | Neoprofi                | Nicki Rasmussen     | Unbekannt           |
|                     |                         | Emil Warsoe         | Unbekannt           |

## Mannschaft
| Name                | Geburtstag         | Nationalität |
| ------------------- | ------------------ | ------------ |
| Rune Almindsø       | 21. November 1995  | Dänemark     |
| Rolf Broge          | 21. November 1988  | Dänemark     |
| Mads Corell         | 11. Februar 1996   | Dänemark     |
| Dennis Herforth     | 26. September 1982 | Dänemark     |
| Christian Jørgensen | 13. November 1987  | Dänemark     |
| Alexander Kamp      | 14. Dezember 1993  | Dänemark     |
| Christian Lund      | 27. Dezember 1994  | Dänemark     |
| Jacob Gye Madsen    | 23. November 1989  | Dänemark     |
| Jesper Nielsen      | 7. Juli 1984       | Dänemark     |
| Mads Würtz Schmidt  | 31. März 1994      | Dänemark     |
| Jimmi Sørensen      | 7. November 1990   | Dänemark     |
| Aske Vorre          | 24. Mai 1993       | Dänemark     |